# Train à vapeur Hull-Chelsea-Wakefield
Pour les articles homonymes, voir HCW.
Le train à vapeur Hull-Chelsea-Wakefield, géré par une entreprise privée, était une attraction touristique de la région administrative de l'Outaouais. Tracté par une ancienne locomotive à vapeur originaire de Suède, il circulait, de mai à octobre, sur les 64 km de la ligne entre la ville de Gatineau et le village touristique de Wakefield, au Québec. Il pouvait transporter plus de 500 passagers pour un voyage de cinq heures, dont trois dans le train et deux au village de Wakefield.

## Histoire
En 1992, un groupe d'hommes d'affaires de l'est de l'Ontario, dont Jean Gauthier, vont en Suède pour acheter une locomotive à vapeur (la 909) et un lot de matériel roulant ferroviaire.
De 1992 à 1994, le train s'appelle Choo-Choo Train Company. La locomotive 909 effectue un trajet de Hull à Wakefield en partant du restaurant Laurier, rue Montcalm, situé au centre-ville de Hull. Les premières années furent difficiles notamment par le manque de services à bord mais aussi par l'opposition des riverains de la ligne. Le conseil d'administration finit par arrêter l'expérience.
L'un des administrateurs, Jean Gauthier, rachète l'équipement au complet et redémarre l'entreprise avec l'aide de sa famille, dont principalement André et Louise Groulx. Des négociations avec le maire de Hull, Yves Ducharme, permettent d'effacer la dette municipale et donc faciliter la reprise. L'offre touristique est amélioré et le trajet modifié. Le confort est amélioré avec une voiture de première classe, originellement appelée le wagon Ottawa et rebaptisée Club Riviera. La climatisation est renforcée du train, qui est renommé Train à vapeur Hull-Chelsea-Wakefield.
Le Train des saveurs est créé et permet de déguster les produits de l'Outaouais en collaboration avec le Café Henry Burger jusqu'en 2004 et la Maison Aubrey à partir de 2005. Au printemps 2005 la voiture Québec est transformée en Café-cuisine et boutique de souvenirs.
En 2008, un glissement de terrain nécessite la fermeture du trafic sur la ligne et l'arrêt du train alors qu'il vient de réaliser un record de 52 000 voyageurs. Son redémarrage nécessite une forte mobilisation, notamment par la ville de Gatineau, mais le train circule de nouveau le 9 mai 2009. Par contre, les pluies torrentielles du 24 juin 2011 forcent l'arrêt des activités pour l'année 2011. La ligne est définitivement démantelée en totalité et le matériel ferraillé, excepté la 909 et la 244. Ces dernières demeurent entreposées au 165 Rue Deveault à Gatineau.

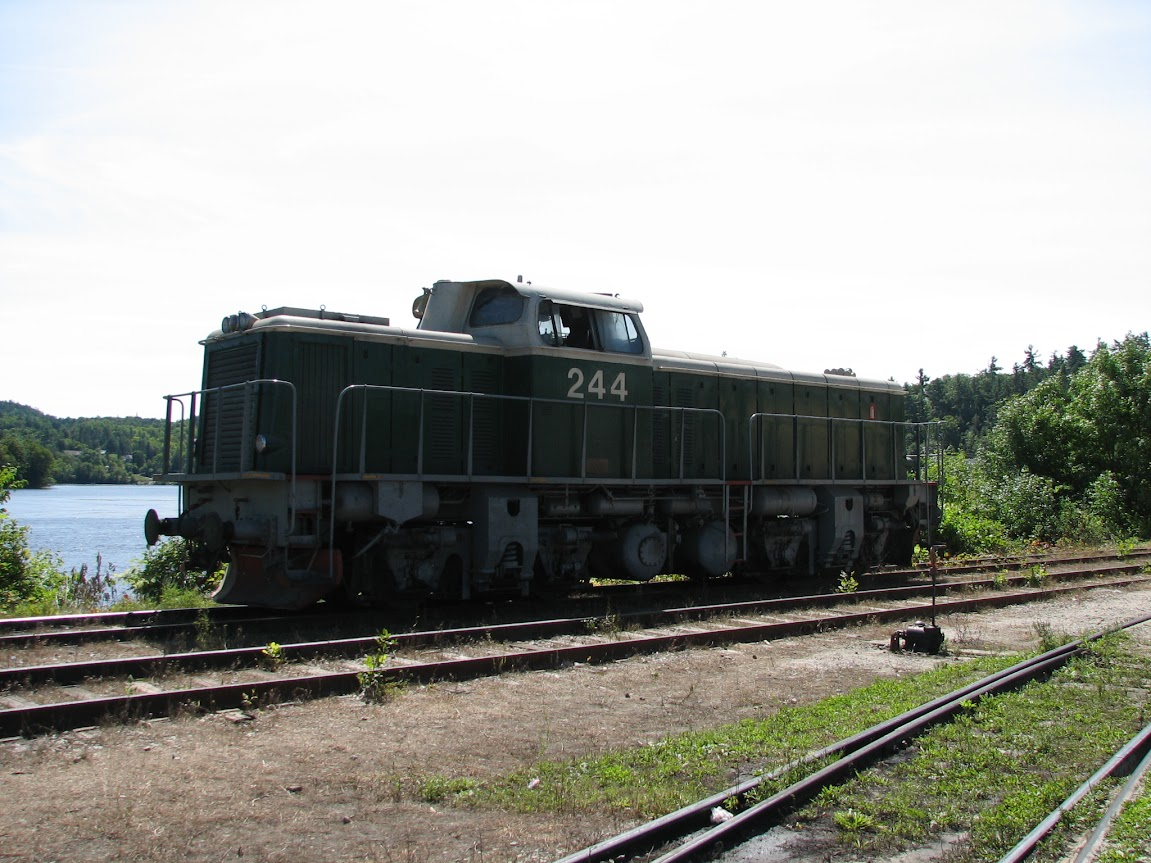
La locomotive HCW no. 244 en gare de Wakefield.

## Matériel roulant

### Locomotive à vapeur 909
Construite en 1907, elle est utilisée jusqu'à la fin de la Seconde Guerre mondiale et entreposée, en réserve, avec quelque 200 autres machines à travers la Suède. Après la chute du mur de Berlin, le gouvernement suédois n'avait plus besoin des machines en réserve, et la 909 est mise en vente.
Cette locomotive est capable de tracter jusqu'à 700 tonnes et aller à une vitesse maximale de 125 km/h. Elle pèse 93 tonnes et peut contenir plusieurs dizaines de milliers de litres d'eau. En cas de panne sèche, un dispositif de valve d'échappement permet d'évacuer la vapeur excédante.

### Autre matériel
L'achat de la 909 comprenait également un lot de matériel roulant : une locomotive diesel, la 244, et 9 voitures (toutes construites entre 1942 et 1946 et rénovées durant les années 1970). Le tout fut chargé sur un bateau puis transporté à Montréal avec escale en Allemagne. De légères modifications furent réalisées à son arrivée en sol canadien, dont l'ajout d'une cloche et la conversion électrique de l'éclairage de la 909.

## Offre touristique

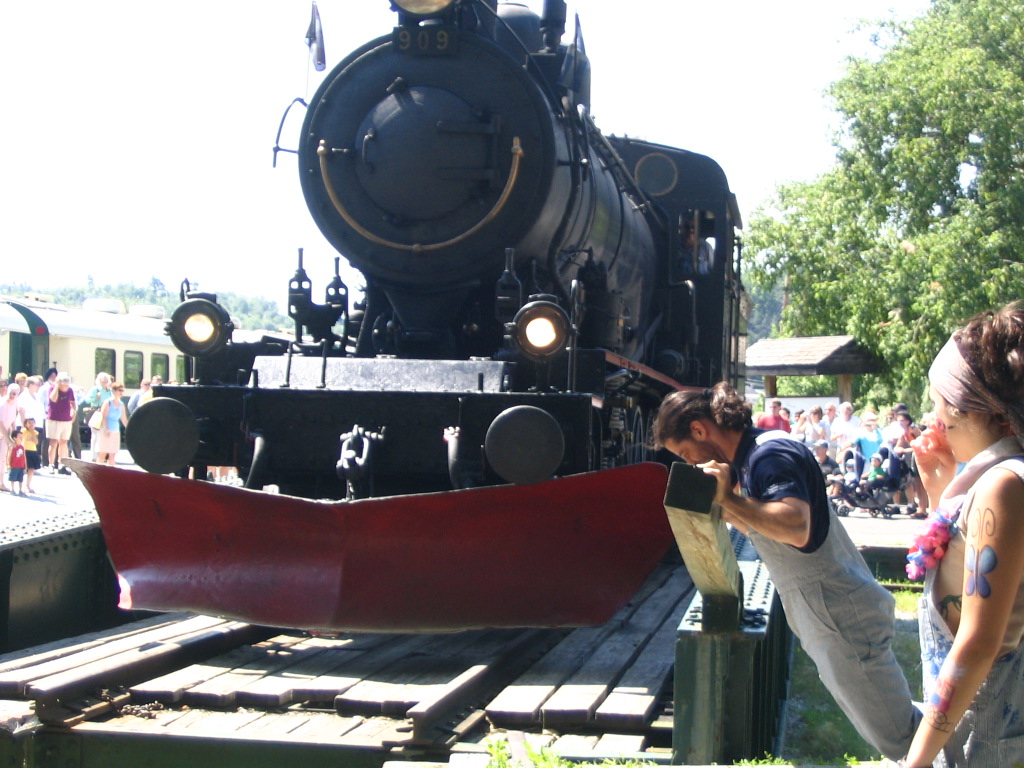
La table tournante en action.

### Trajet
Le Train à vapeur Hull-Chelsea-Wakefield (64 km) quitte la gare, au 165 rue Devault, pour se rendre jusqu'au petit village de Wakefield en traversant la municipalité de Chelsea (d'où le nom). À sa destination, une table tournante manuelle, l'une des rares encore en fonction au Canada, permet de tourner l'engin à 180 degrés pour le retour vers Hull. Allant à une vitesse approximative de 22-23 km/h, le trajet dure une heure et demie et permet d'apprécier les collines de la Gatineau et la rivière Gatineau. La locomotive à vapeur 909 est l'unique engin de déplacement, mais la locomotive diesel est présente en cas de problème.

### Escale à Wakefield
Le Train à vapeur Hull-Chelsea-Wakefield s'arrête à Wakefield pour permettre aux touristes de visiter le village d'antan et de visiter l'engin de l'intérieur. Sur place, les visiteurs peuvent voir le fonctionnement de la locomotive 909.